# Sumangala nigromaculata
Sumangala nigromaculata är en insektsart som beskrevs av Bernhard Zelazny 1981. Sumangala nigromaculata ingår i släktet Sumangala och familjen Derbidae. Inga underarter finns listade i Catalogue of Life.